# C-Station
C-Station (シーステイション株式会社?) es un estudio de animación establecido en 2009 como una extensión de Bee Train Production Inc. y presidido por Ryoji Maru, un exproductor y gerente de producción de Bee Train. Su enfoque es principalmente subcontratando servicios de animación con otros estudios, realizando tareas tales como la cinematografía, fotogramas, intermediarios, y la asistencia de producción de diversos espectáculos.
En 2012, C-Station se separó de Bee Train, y en 2013 se anunció que realizaría la animación de la serie Seikoku no Dragonar, por lo que es su primer serialización producida. C-Station es el productor de los episodios cortos de un minuto de Akame ga Kill! basado en la serie producida por White Fox.

## Obras

#### Series de televisión
| Año  | Título              | Director                        | Fecha de primera transmisión | Fecha de última transmisión | Episodios | Notas                                                                          | Ref(s)      |
| ---- | ------------------- | ------------------------------- | ---------------------------- | --------------------------- | --------- | ------------------------------------------------------------------------------ | ----------- |
| 2014 | Seikoku no Dragonar | Shunsuke Tada Tomoyuki Kurokawa | 5 de abril de 2014           | 21 de junio de 2014         | 12        | Adaptación de las escritas por Shiki Mizuchi e ilustradas por Kohada Shimesaba | [ 3 ] [ 5 ] |
| 2014 | Girl Friend Beta    | Naotaka Hayashi                 | 13 de octubre de 2014        | 29 de diciembre de 2014     | 12        | Adaptación del videojuego desarrollado por CyberAgent                          |             |
| 2015 | Star-Myu            | Shunsuke Tada                   | 5 de octubre de 2015         | 22 de diciembre de 2015     | 12        | Historia original                                                              | [ 6 ]       |
| 2017 | Star-Myu 2nd Season | Shunsuke Tada                   | 3 de abril de 2017           | 19 de junio de 2017         | 12        | Secuela de Star-Myu OVA                                                        | [ 7 ]       |
| 2018 | Yuru Camp△          | Yoshiaki Kyōgoku                | 4 de enero de 2018           | 22 de marzo de 2018         | 12        | Adaptación del manga escrito e ilustrado por Afro                              | [ 8 ]       |
| 2018 | Hakyuu: Hōshin Engi | Masahiro Aizawa                 | 12 de enero de 2018          | 29 de junio de 2018         | 23        | Adaptación del manga escrito e ilustrado por Tsutomu Ano                       | [ 9 ]       |
| 2019 | Star-Myu 3rd Season | Shunsuke Tada                   | 1 de julio de 2019           | 16 de septiembre de 2019    | 12        | Secuela de Star-Myu 2nd Season                                                 |             |
| 2020 | Heya Camp△          | Masato Jimbo                    | 6 de enero de 2020           | 23 de marzo de 2020         | 12        | Spin-off de Yuru Camp△                                                         | [ 10 ]      |
| 2021 | Yuru Camp△ Season 2 | Yoshiaki Kyōgoku                | 7 de enero de 2021           | 1 de abril de 2021          | 13        | Secuela de Yuru Camp△                                                          |             |
| 2023 | Opus.COLORs         | Shunsuke Tada                   | 7 de abril de 2023           | 23 de junio de 2023         | 12        | Historia original                                                              | [ 11 ]      |
| 2024 | Kinoko Inu          | Kagetoshi Asano                 | 3 de octubre de 2024         | 19 de diciembre de 2024     | 12        | Adaptación del manga escrito e ilustrado por Kimama Aoboshi                    | [ 12 ]      |

#### OVAs/ONAs
| Año  | Título                | Director         | Episodios | Notas                                                                                     | Ref(s) |
| ---- | --------------------- | ---------------- | --------- | ----------------------------------------------------------------------------------------- | ------ |
| 2014 | Akame ga Kill Theater | Tomoki Kobayashi | 24        | Especiales cortos que se emitieron en el sitio web oficial Coproducción junto a White Fox | [ 4 ]  |
| 2016 | Star-Myu OVA          | Shunsuke Tada    | 2         | Secuela de Star-Myu                                                                       |        |

#### Películas
| Año  | Título           | Director         | Notas                          | Ref(s) |
| ---- | ---------------- | ---------------- | ------------------------------ | ------ |
| 2022 | Yuru Camp△ Movie | Yoshiaki Kyōgoku | Secuela de Yuru Camp△ Season 2 | [ 13 ] |